# Assedio di Brindisi (49 a.C.)
L'assedio di Brindisi del 49 a.C. (l'antica Brundisium) venne posto subito dopo quello di Corfinio, al principio della guerra civile romana, scoppiata tra Gaio Giulio Cesare e gli optimates capeggiati da Gneo Pompeo Magno.

## Contesto storico
Il senato, intimorito dai successi in Gallia di Cesare, aveva dunque deciso di favorire Pompeo, nominandolo consul sine collega nel 52 a.C., perché frenasse le ambizioni del suo vecchio alleato. Negli anni seguenti il senato aveva fatto in modo che i consoli eletti fossero sempre appartenenti alla factio dei pompeiani e che osteggiassero dunque le mosse del proconsole di Gallia; Cesare, di contro, aveva in mente di ottenere il consolato per il 49 a.C., in modo da poter tornare a Roma senza divenire oggetto di procedure penali e, una volta rientrato nell'Urbe, impadronirsi del potere. Per questo, nel 50 a.C., gestendo le sue scelte politiche dalla Gallia Cisalpina, richiese al senato la possibilità di candidarsi al consolato in absentia, ma se la vide nuovamente negare, come già era successo nel 61 a.C. Comprese le intenzioni del senato, Cesare riuscì a far eleggere come tribuni della plebe i fidati Marco Antonio e Gaio Scribonio Curione, i quali proposero che sia Cesare che Pompeo sciogliessero le loro legioni entro la fine dell'anno. Il senato, invece, ingiunse a entrambi i generali di inviare una legione per la progettata spedizione contro i Parti, mentre elesse consoli per il 49 a.C. Lucio Cornelio Lentulo Crure e Gaio Claudio Marcello, feroci avversari di Cesare. Il proconsole delle Gallie ordinò allora ad Antonio e Curione di avanzare una nuova proposta in senato, chiedendo di poter restare proconsole, conservando solo due legioni e candidandosi in absentia al consolato. Sebbene Cicerone fosse favorevole alla ricerca di un compromesso, il senato, spinto da Catone, rifiutò la proposta di Cesare, ordinando anzi che sciogliesse le sue legioni entro la fine del 50 a.C. e tornasse a Roma da privato cittadino per evitare di divenire hostis publicus.

### Casus belli
Il primo gennaio del 49 a.C., Cesare fece consegnare dal tribuno della plebe Gaio Scribonio Curione una lettera-ultimatum ai consoli di quell'anno, Lucio Cornelio Lentulo Crure e Gaio Claudio Marcello, proprio nel giorno in cui entravano in carica. La lettera venne a fatica letta in Senato, ma non se ne poté discutere poiché la maggioranza era ostile a Cesare. Tra questi vi era anche il suocero di Pompeo, Quinto Cecilio Metello Pio Scipione Nasica. Qualcuno riuscì a parlare a vantaggio di Cesare, ma soprattutto a favore della pace, come Marco Calidio e Marco Celio Rufo, i quali ritenevano che Pompeo dovesse partire per le proprie province, in modo da eliminare ogni possibile ragione di guerra. Essi credevano che Cesare temesse che le due legioni che gli erano appena state sottratte per la guerra partica (legio I e XV), sarebbero state invece riservate proprio a Pompeo, forse per il fatto di essere state accampate vicino a Roma. Il violento intervento del console Lucio Lentulo mise però a tacere le richieste dei due senatori, tanto che i più si associarono alla richiesta di Scipione che chiedeva:
(Cesare, De bello civili, I, 2.)
Sciolta quindi l'adunanza del Senato, furono convocati da Pompeo tutti i senatori. Alcuni di loro furono lodati, altri incoraggiati a mantenere la posizione ostile nei confronti del proconsole delle Gallie, altri ancora ripresi e spronati qualora fossero titubanti sul da farsi. Furono quindi richiamata di ogni parte molti soldati dei vecchi eserciti di Pompeo con la promessa di premi e promozioni, mentre si convocano quelli delle due legioni consegnate da Cesare al Senato (la I e la XV). Fu così che la città si riempì di commilitoni di Pompeo, di tribuni, centurioni e evocati. A tutti questi si radunano tutti gli amici dei consoli e di Pompeo, oltre a quelli che mostravano vecchi rancori nei confronti di Cesare.
Fu allora che i tribuni della plebe Marco Antonio e Quinto Cassio Longino posero il loro veto. Secondo quanto ci racconta Velleio Patercolo e Appiano, fu Cesare ad ordinare ai due tribuni della plebe di osteggiare il senato, dando la colpa agli optimates di aver ostacolato i parenti di Cesare nell'informarlo, oltre a non aver rispettato il diritto di veto ai tribuni della plebe, che «Lucio Cornelio Silla aveva sempre rispettato». Il 7 gennaio, in seguito ad un ultimatum del Senato nei confronti di Cesare, in cui gli si intimava di restituire il comando militare, i tribuni Antonio e Cassio Longino fuggirono da Roma, rifugiandosi presso Cesare a Ravenna.
Nei giorni che seguirono, Pompeo radunò il senato fuori Roma, lodandone il coraggio e la fermezza, e lo informò delle proprie forze militari. Si trattava di un esercito di ben dieci legioni. Il senato riunito propose allora di effettuare nuove leve in tutta Italia. Furono quindi distribuite le province a cittadini privati, due delle quali erano consolari e il resto pretorie: a Scipione toccò la Siria, a Lucio Domizio Enobarbo la Gallia. Tutto ciò accadde senza che i poteri fossero stati ratificati dal popolo, al contrario si presentarono in pubblico col paludamento e, dopo aver fatto i dovuti sacrifici, i consoli lasciarono la città; vennero quindi disposte leve in tutta Italia; si ordinano armi e denaro dai municipi, anche sottraendolo ai templi.

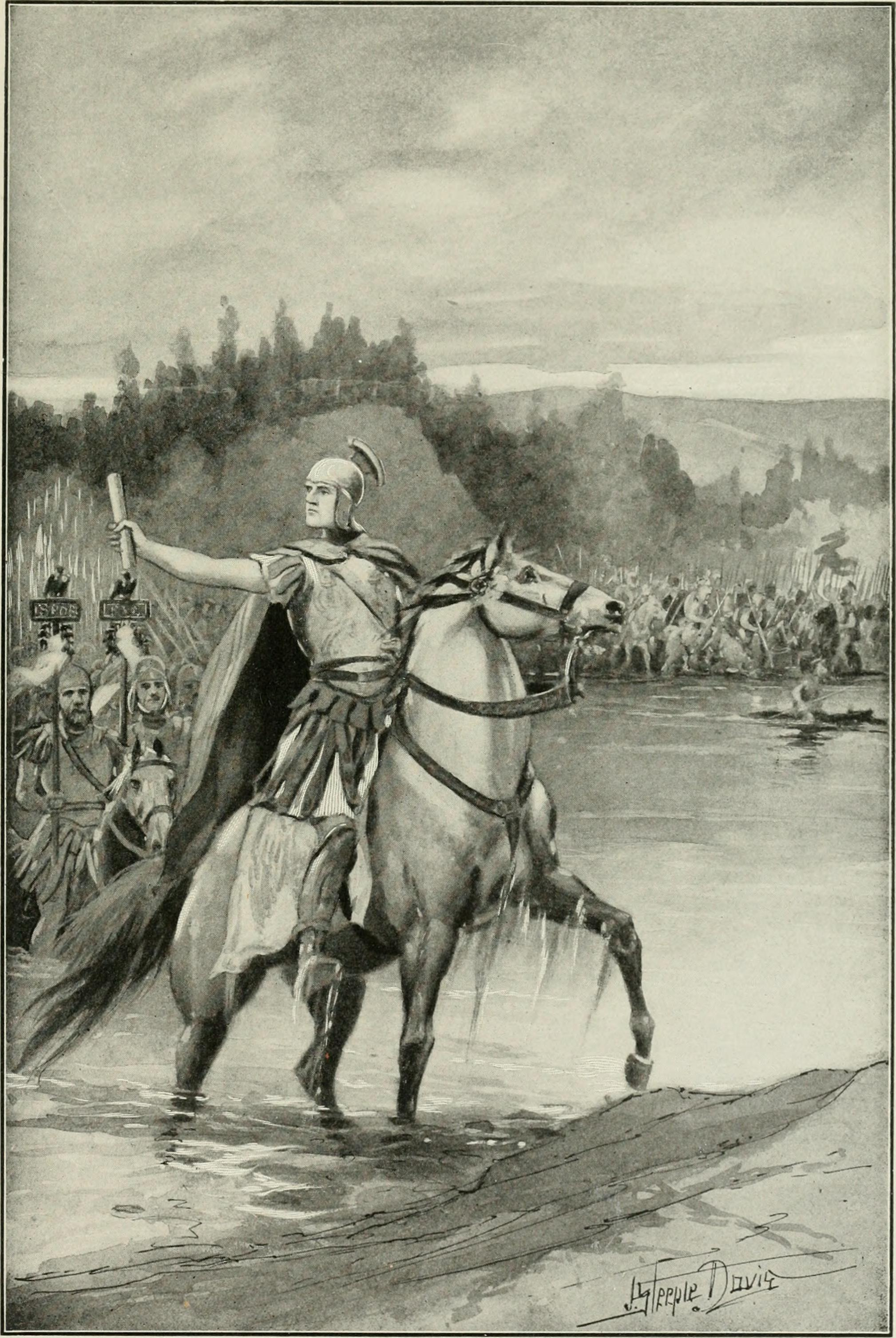
Cesare attraversa il Rubicone

Cesare, quando ebbe notizia di quello che stava accadendo a Roma, arringò le truppe (adlocutio) dicendo loro che, pur dolendosi delle offese arrecategli in ogni occasione dai suoi nemici, era dispiaciuto che l'ex-genero, Pompeo, fosse stato sviato dall'invidia nei suoi confronti, lui che l'aveva da sempre favorito. Si rammaricò inoltre che il diritto di veto dei tribuni fosse stato soffocato dalle armi. Esorta pertanto i soldati, che per nove anni avevano militato sotto il suo comando, a difenderlo dai suoi nemici, ricordandosi delle tante battaglie vittoriose ottenute in Gallia e Germania. Fu così che:
(Cesare, De bello civili, I, 7.)
Dopo aver arringato le truppe ed aver così ottenuto il loro benestare, Cesare partì con la legio XIII alla volta di Rimini (Ariminum). Sappiamo che nella notte dell'11 gennaio del 49 a.C. passò il Rubicone. Egli, forse pronunciando la famosa frase Alea iacta est attraversò il fiume che rappresentava il confine dell'Italia romana, alla guida di una sola legione, dando così inizio alla Guerra civile. Gli storici non concordano su ciò che Cesare disse nella traversata del Rubicone. Le due teorie più diffuse sono Alea iacta est («Il dado è tratto»), e Si getti il dado! (un verso del poeta greco Menandro suo commediografo preferito). Svetonio ed altri autori riportano «Iacta alea est».
Con il passaggio del Rubicone, Cesare aveva dichiarato ufficialmente guerra al senato (optimates), divenendo però nemico della res publica romana. È altresì vero che la risposta fornita dai consoli e Pompeo, venne giudicata da Cesare un'ingiustizia:
(Cesare, De bello civili, I, 11.)
L'avanzata di Cesare in Italia fu talmente rapida da provocare il panico a Roma, tanto che il console Lentulo fuggì dalla capitale, dopo aver aperto l'erario pubblico (aerarium sanctius) per prelevare il denaro da consegnare a Pompeo, secondo quanto era stato stabilito nel decreto del senato. L'altro console, Marcello, e la maggior parte dei magistrati lo seguirono. Gneo Pompeo invece era già partito il giorno precedente per recarsi presso le due legioni ricevute da Cesare (legio I e XV), che si trovavano in Puglia nei quartieri invernali (hiberna). Vennero inoltre interrotte le leve nei paesi intorno a Roma. Solo a Capua furono arruolati quei coloni che vi erano stati stabiliti con la legge Giulia del 59 a.C..
Intanto Cesare mosse da Osimo ed attraversò l'intero Piceno. Tutte le prefetture di quelle regioni lo accolsero con grande entusiasmo, rifornendo il suo esercito di tutto il necessario. Anche la città di Cingoli (Cingulum), che era stata organizzata da Tito Labieno, giunsero ambasciatori che si mostrarono fedeli a Cesare, pronti ad eseguire i suoi ordini, compresi quelli di fornirgli soldati. Una volta che Cesare fu raggiunto dalla legio XII, si mise in marcia insieme alla XIII alla volta di Ascoli Piceno (Ausculum). La città era stata occupata in precedenza da dieci coorti di Publio Cornelio Lentulo Spintere, il quale quando venne a sapere che un grosso esercito marciava contro di lui, tentò di fuggire ma le sue truppe lo abbandonarono. Raggiunto con pochi uomini di scorta Lucio Vibullio Rufo, mandato da Pompeo nel Piceno per arruolare nuovi soldati, si pose sotto la sua protezione. Vibullio riuscì a riunire tredici coorti, tra le quali vi erano le sei di Lucilio Irro, che erano fuggite da Camerino. Con queste truppe, tutti insieme raggiunsero a tappe forzate Domizio Enobarbo a Corfinio, che aveva altre venti coorti (raccolte ad Alba Fucens, oltreché nei territori di Marsi e Peligni), raggiungendo così il totale di trentatré coorti.
Una volta arresasi Fermo (Firmum) e cacciato Lentulo, Cesare ordinò di recuperare quei soldati che avevano abbandonato il pompeiano attraverso una leva. Dopo essersi fermato un giorno per fare rifornimento di viveri, marcia su Corfinio (Corfinium). Giunto in prossimità della città, si scontrò subito con cinque coorti che Domizio aveva inviato per tagliare il ponte sul fiume, che si trovava a tre miglia di distanza. Le milizie di Domizio furono respinte e si andarono a ritirare in città, inseguite dalle legioni di Cesare, che si accamparono presso le mura pronte ad assediare la città (15 febbraio).

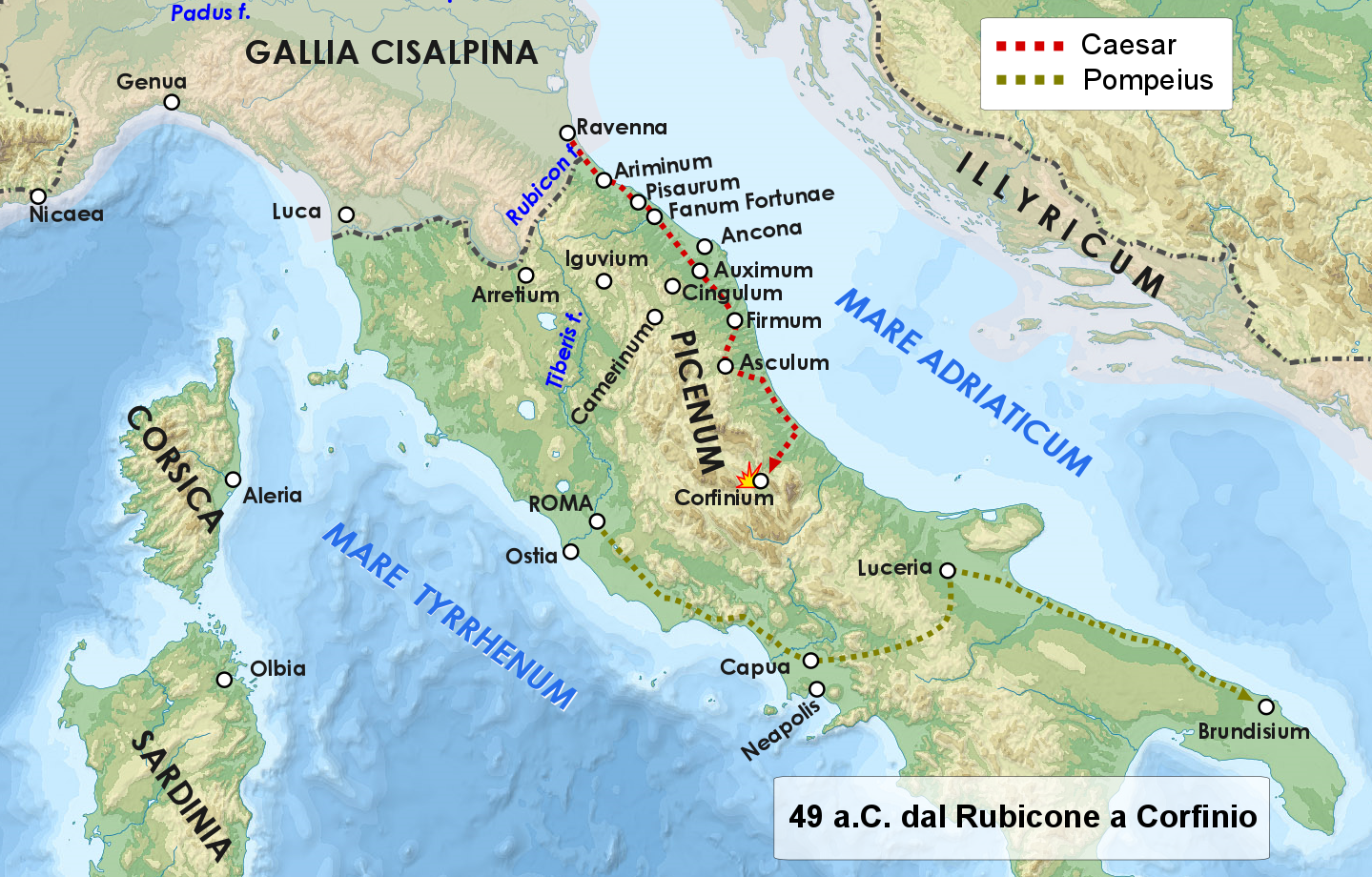
49 a.C. I movimenti di Cesare: da Ravenna a Corfinio; quelli di Pompeo: da Roma a Luceria e poi a Brundisium

E sebbene Domizio chiedesse l'aiuto di Pompeo, accampato con il suo esercito a Lucera in Puglia, non poté ottenerlo. Sentendosi abbandonato, considerando che l'esercito di Cesare si era rinforzato con l'arrivo di altre ventidue coorti di nuova leva, oltre alla legio VIII e trecento cavalieri inviati dal re del Norico, tentò la fuga, ma i suoi ufficiali se ne accorsero e lo catturarono. Decisero quindi di inviare degli ambasciatori a Cesare per trattare la propria resa e dell'intera armata.
Cesare, dopo aver conosciuto questi avvenimenti, lodò quelli che erano venuti da lui. Il giorno seguente (21 febbraio), Cesare fece condurre a sé tutti i senatori e i loro figli, i tribuni militari e i cavalieri romani. C'erano dell'ordine senatoriale, Lucio Domizio, Publio Lentulo Spintere, Lucio Cecilio Rufo, il questore Sesto Quintilio Varo e Lucio Rubrio. Vi erano inoltre un figlio di Domizio insieme ad altri giovani, oltre ad un gran numero di cavalieri romani e decurioni, prelevati da Domizio presso i vicini municipi. Tutti costoro furono prima protetti dagli oltraggi e dagli insulti dei soldati, poi lasciati andare in libertà. Si fece quindi consegnare dai decemviri di Corfinio sei milioni di sesterzi che Domizio depositato nell'erario e glieli restituisce. Fa infine prestare giuramento a tutti i soldati di Domizio e quello stesso giorno leva il campo, dopo essersi fermato a Corfinio per sette giorni. Si diresse quindi in Puglia passando per le terre dei Marrucini, Frentani e Larinati.
Pompeo, informato dei fatti di Corfinio, si affrettò a partire da Lucera per Canosa e poi verso Brindisi, dove fece concentrare tutte le truppe delle nuove leve. Decise inoltre di armare schiavi e pastori, dando loro cavalli e formando un corpo di circa trecento cavalieri.
Intanto il pretore Lucio Manlio Torquato preferì fuggire da Alba Fucens con sei coorti, mentre il pretore Publio Rutilio Lupo con tre da Terracina, venne intercettato dalla cavalleria di Cesare, comandata da Vibio Curio. Queste ultime coorti non solo abbandonarono il loro pretore, ma subito si unirono a Curione con le loro insegne.
Si racconta inoltre che durante la marcia, Cesare riuscì a catturare il capo dei genieri di Pompeo, Numerio Magio di Cremona, il quale fu inviato dal suo comandante a Brindisi per chiedergli un abboccamento nell'interesse della repubblica e della comune salvezza. Cesare scrive infatti che: 
(Cesare, De bello civili, I, 24.)

## Assedio
Fu così che Cesare giunse a Brindisi con sei legioni (9 marzo), tre di veterani (VIII, XII e XIII') e le altre messe insieme con la nuova leva e completate durante la marcia. Egli aveva infatti inviato da Corfinio in Sicilia le coorti di Domizio, pari ad altre tre legioni.

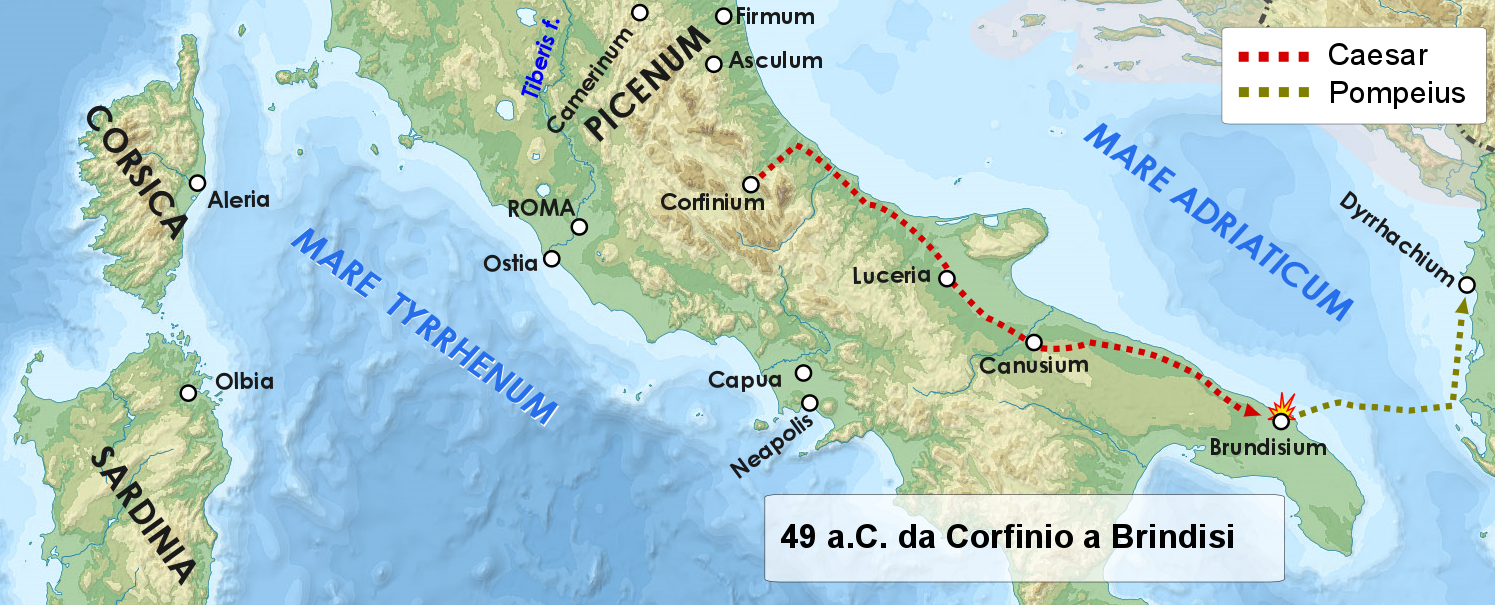
49 a.C. I movimenti di Cesare: da Corfinio a Brindisi; quelli di Pompeo: da Brindisi a Durazzo

Venne quindi a sapere che entrambi i consoli erano partiti per Durazzo con buona parte dell'esercito, mentre Pompeo si trovava ancora a Brindisi con venti coorti (due legioni). Temendo che Pompeo non volesse lasciare l'Italia, stabilì di bloccare le uscite dal porto e iniziare ad assediare la città. All'imboccatura del porto che è più stretta, fece gettare un terrapieno lungo entrambe le rive, in quanto il mare in quel punto era poco profondo. Poco più avanti, a causa della profondità crescente, face inserire sul prolungamento della diga coppie di zattere, il cui lato era di trenta piedi. Erano fissate ciascuna ai quattro angoli con delle ancore, in modo che le onde non le muovessero. Dopo averle posizionate per bene, ne aggiunse altre di eguale grandezza, coprendole di come se fosse il prolungamento naturale del terrapieno, in modo da potervi accedere facilmente in caso di loro difesa. Sulla parte esterna e lungo i due lati furono protette da graticci e plutei, mentre ogni quattro zattere vennero innalzate delle torri a due piani, per difendere meglio l'opera di fortificazione da eventuali assalti delle navi nemiche e dagli incendi.
La reazione di Pompeo a questo genere di fortificazioni di Cesare, fu di allestire prontamente grosse navi da carico presenti nel porto di Brindisi, sopra le quali vi furono costruite delle torri a tre piani, cariche di macchine da guerra e di ogni tipo di armi da lancio. Esse vennero sospinte contro le opere di Cesare per sgretolarne la struttura e disturbarne i lavori.
I combattimenti erano quotidiani e da entrambe le parti si utilizzavano fionde, frecce e altre armi da lancio. Malgrado ciò Cesare non rinunciava all'idea di condurre dei negoziati di pace. Egli infatti si era meravigliato dal fatto che Magio non fosse tornato con la proposta per un incontro con Pompeo. Malgrado ciò l'azione e i piani di guerra non furono rallentati, in quanto Cesare riteneva necessario perseverare con ogni mezzo.
Si decise allora di inviare a Pompeo per un colloquio il suo legatus, Caninio Rebilo, amico intimo e parente di Scribonio Libone, affinché quest'ultimo si facesse intermediario di pace. Cesare chiedeva un abboccamento con Pompeo, nutrendo grande fiducia se gli fosse stato concesso un incontro per una pronta cessazione delle ostilità, a giuste condizioni. Fu così che dopo che Caninio ebbe parlato con Libone, quest'ultimo si recò da Pompeo. Purtroppo quest'ultimo argomentò che in mancanza dei due consoli, partiti per l'Epiro, egli non avrebbe potuto trattare con l'ex-suocero alcuna questione. La risposta tolse così a Cesare ogni speranza per una possibile mediazione, costringendolo ad occuparsi ormai solo della guerra.
Dopo nove giorni dalla loro partenza, proprio quando Cesare aveva quasi finito la metà dei lavori di fortificazione, fecero rientro a Brindisi le navi che avevano portato a Durazzo i due consoli con i loro eserciti. Pompeo, preoccupato dai lavori di Cesare, appena la flotta rientrò nel porto iniziò a prepararsi per partire anch'egli alla volta dell'Epiro. Per ritardare poi l'assalto di Cesare, proprio nel momento dell'imbarco, iniziò a sbarrare le porte, alzare barricate nelle strade e nelle piazze, scavare fosse trasversali nelle vie piantandovi pali e tronchi ben appuntiti, per poi livellare tutto con uno strato di terra e graticci. Chiude infine gli accessi al porto e le due strade che qui giungevano da fuori le mura, piantandovi enormi travi.
Dopo aver predisposto tutta questa serie di preparativi si accinse ad imbarcare i soldati in silenzio, mentre collocò sulle mura e sulle torri, a grande distanza gli uni dagli altri, alcuni soldati armati alla leggera, selezionati tra evocati, sagittarii e frombolieri. Decise di richiamarli ad un segnale convenuto, quando si fosse imbarcato il grosso dell'esercito, lasciando loro navi veloci in un luogo facilmente accessibile.

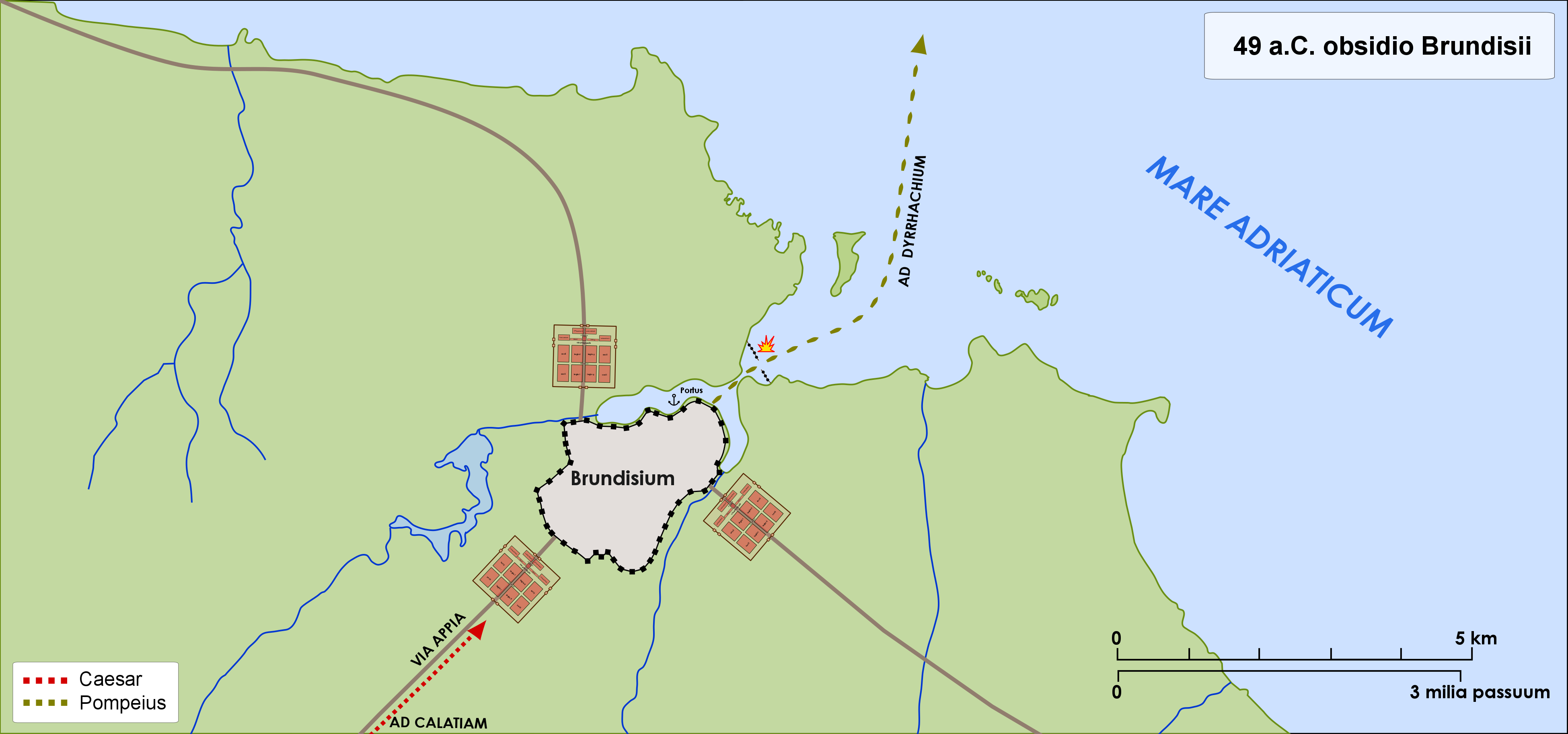
Assedio di Brindisi: (9-17 marzo del 49 a.C.). Dall'arrivo di Cesare alla fuga di Pompeo per Durazzo

Gli abitanti di Brindisi, esasperati dalla prepotenza dei soldati pompeiani, quando seppero della loro partenza, segnalarono la cosa a Cesare. Quest'ultimo allora, fece in tutta fretta preparare le scale per assaltare le mura e armare i soldati. E così mentre Pompeo iniziò a salpare sul far della notte, quelli che si trovavano a fare la guardia sulle mura furono richiamati ad un segnale stabilito. Fu allora che i soldati di Cesare, appoggiate le scale, scalarono le mura ed avvertiti dai Brindisini dei pericoli nascosti (dalle palizzate alle fosse), furono aiutati dagli abitanti ad aggirarli fino a raggiungere il porto. Qui riuscirono a sorprendere due delle ultime navi cariche di soldati, che si erano impigliate contro gli sbarramenti creati dai soldati cesariani.

## Conseguenze
Cesare fu costretto a fermarsi in Italia, sebbene credesse più vantaggioso raccogliere una flotta ed inseguire Pompeo via mare, prima che lo stesso potesse congiungersi con altre forze in Macedonia e Oriente. Del resto Pompeo aveva requisito tutte le navi della zona, negandogli un inseguimento immediato. Ora non gli rimaneva che attendere le navi dalle più lontane coste della Gallia cisalpina, del Piceno e dallo stretto di Messina, ma questa operazione sarebbe risultata lunga e piena di difficoltà per la stagione. Ciò che poté fare invece fu di evitare che gli eserciti pompeiani si rafforzassero nelle due Spagne, dove soprattutto la Hispania Citerior era vincolata a Pompeo dagli immensi benefici ricevuti durante la guerra sertoriana, e che Gallia e Italia potessero passare dalla parte dei pompeiani.
Rientrato il 1º aprile a Roma dopo anni di assenza, si impossessò delle ricchezze contenute nell'erario e, a una sola settimana dal ritorno, decise poi di marciare contro la Spagna (che gli accordi di Lucca avevano assegnato a Pompeo).